# Jerónimo Arozamena
Jerónimo Arozamena Sierra (Reinosa, Cantabria, 24 de marzo de 1924 - Madrid, 7 de abril de 2011) fue un jurista español, magistrado del Tribunal Supremo, vicepresidente del Tribunal Constitucional (entre 1980 y 1986) y consejero de Estado.

## Biografía
Hijo del que fuera alcalde socialista del municipio cántabro de Reinosa en 1931, se lincenció en Derecho por la Universidad de Barcelona y se especializó en derecho administrativo.
Ingresó en la carrera judicial en 1949, y como juez prestó servicio en  Villacarriedo (Cantabria), Castrojeriz (Burgos), Solsona (Lérida), y Villarcayo (Burgos).
Ascendió por oposición a magistrado de lo Contencioso-Administrativo de la Audiencia Territorial de Barcelona en 1960, donde desempeñó las funciones de magistrado, ocupando posteriormente la presidencia de la Sala. 
En 1975 tomó posesión como magistrado del Tribunal Supremo. 
En abril de 1977, en un almuerzo con el subsecretario de educación, Sebastián Martín Retortillo, el ministro de educación, Aurelio Menéndez y el ministro de gobernación, Martín Villa, al magistrado Arozamena se le ocurre la fórmula legal para legalizar el Partido Comunista de España, puesto que el Tribunal Supremo se declaraba incompetente: encargar un dictamen a la Fiscalía del Reino, de esta forma Jerónimo Arozamena ofreció la solución técnico jurídica que permitió la legalización del PCE.
Al crearse la Audiencia Nacional en 1977, fue nombrado primer presidente de la Sala de lo Contencioso-Administrativo. Ese mismo año, y  tras las primeras elecciones democráticas pasa a ocupar la subsecretaria del Ministerio de Trabajo, siendo Ministro D. Manuel Jiménez de Parga.
En febrero de 1980 fue designado magistrado del Tribunal Constitucional y en julio de ese año, primer vicepresidente de la democracia, cargo que desempeñó hasta 1986. En diciembre de 1983 se abrió una investigación policial ante la sospecha de espionaje en el domicilio del magistrado por parte del CESID.
En abril de 1986, fue nombrado consejero permanente y presidente de la Sección Tercera del Consejo de Estado, cesando en julio de 2009.

## Otras actividades profesionales
A lo largo de su trayectoria profesional, participó en la elaboración de numerosos trabajos pre-legislativos, entre ellos, el primer anteproyecto de la Ley Orgánica del Poder Judicial, el anteproyecto de la Ley Orgánica del Tribunal Constitucional y el anteproyecto de la Ley de la Jurisdicción  Contencioso Administrativa. 
Fue vocal de la Comisión General de Codificación.
Intervenó en los trabajos de creación la Mutualidad General Judicial, siendo Presidente de la misma.

## Publicaciones y obra
Jerónimo Arozamena publicó numerosos estudios sobre la Constitución y el Tribunal Constitucional; sobre la Jurisdicción Contencioso Administrativa y el Procedimiento Administrativo Común; sobre la Función Judicial; sobre el Consejo de Estado, y sobre Urbanismo, Ordenación del Territorio y Medio Ambiente. 
- Los poderes locales en Europa (1999). ISBN 978-84-7248-735-2
- El derecho local en la doctrina del Consejo de Estado (2002). ISBN 84-340-1309-6 (como coordinador).

## Conferencias
Ha impartido múltiples conferencias y cursos y ha intervenido en jornadas de estudio y mesas redondas sobre distintas materias, en el Colegio de Abogados, Colegio de Arquitectos, Colegio de Procuradores, Consejo General del Poder Judicial , Escuela Judicial y Centro de Estudios Judiciales, Tribunal Constitucional, Centro de Estudios Constitucionales, Dirección General del Servicio Jurídico del Estado, Centro de Estudios Jurídicos de la Generalidad de Cataluña, Instituto de Estudios de Administración Local, Universidad Internacional Menéndez y Pelayo y Consejo Económico y Social.

## Condecoraciones
- 1984 - Cántabro Popular.
- 21 de febrero de 1986 - Gran Cruz de la Orden de Isabel la Católica.
- 7 de octubre de 1988 - Gran cruz de la Orden de San Raimundo de Peñafort.
- 8 de septiembre de 2000 - Gran Cruz de la Orden del Mérito Civil.
- 29 de mayo de 2009 - Caballero gran cruz de la Orden de Carlos III.[6]
- 1997 - Medalla de la Orden del Mérito Constitucional.
- 2007 - Balanza de oro del Colegio de Procuradores.
- 2007 - Emboque de oro (Concedido por la Casa de Cantabria).
- Biblioteca municipal "Jerónimo Arozamena" en Sarón (Cantabria).

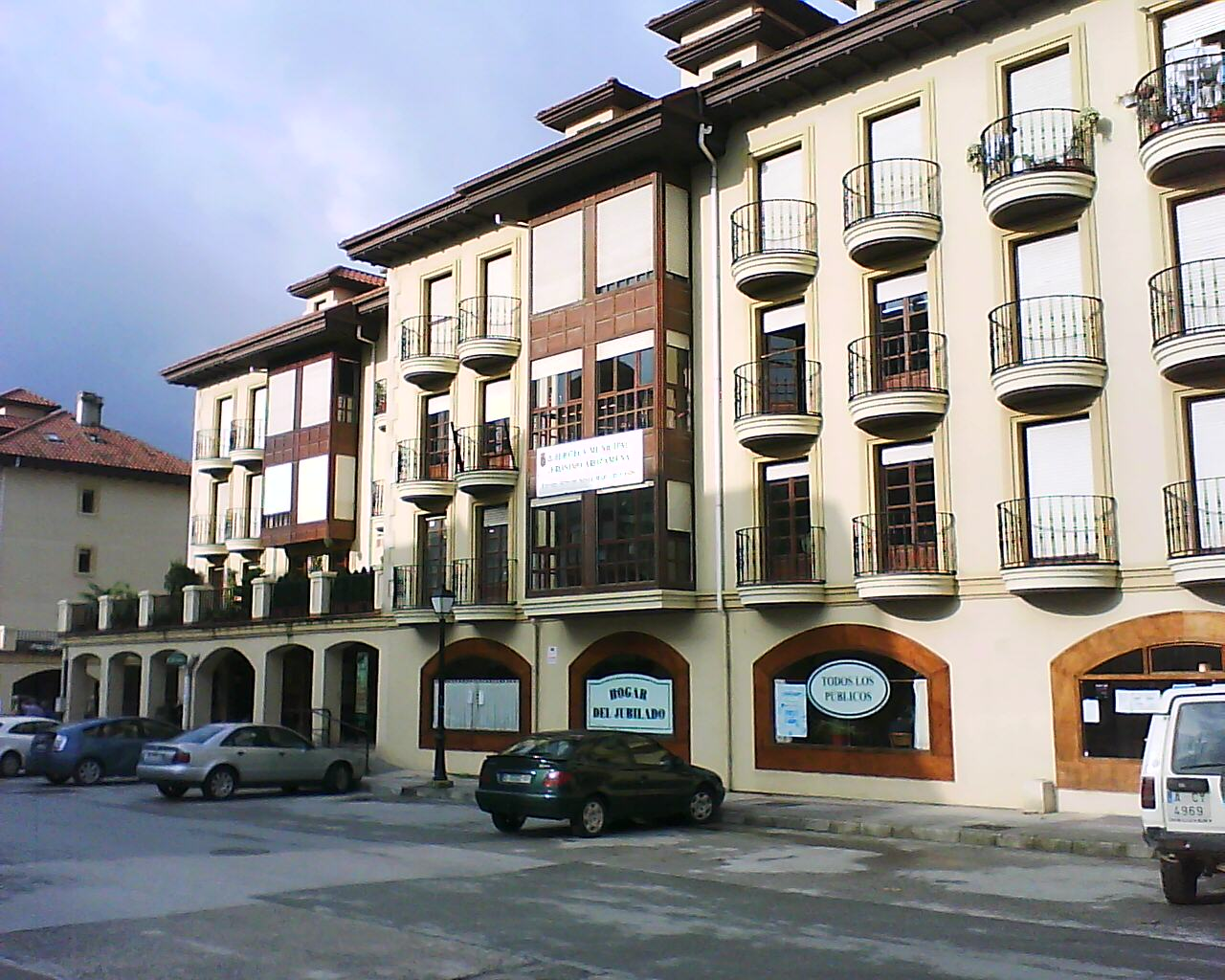
Biblioteca municipal "Jerónimo Arozamena" (Santa María de Cayón).